# Juliusz Wirtemberski-Weiltingen
Juliusz Fryderyk Wirtemberski-Weiltingen (ur. 3 czerwca 1588 w Mömpelgard, zm. 25 kwietnia 1635 w Strasburgu) – książę Wirtembergii-Weiltingen.
Syn księcia Fryderyka I i Sybilli z Anhalt. Jego dziadkami byli hrabia Jerzy I Wirtemberski-Mömpelgard i Barbara Heska oraz książę Joachim Ernest von Anhalt-Zerbst i Agnes von Barby.
Wraz z rodziną mieszkał na zamku Mömpelgard, jednak gdy zmarł książę Ludwik, a ojciec Juliusza został księciem Wirtembergii, cały dwór przeniósł się do Stuttgartu. Juliusz wiele podróżował, odwiedził Azję Mniejszą, Maltę, Efez, Laponię.
Zgodnie z rodowym porozumieniem zawartym 28 maja 1617 roku między synami księcia Fryderyka, Juliusz otrzymał tytuł księcia Wirtembergii-Weiltingen, stworzył on tym samym linię książąt Weiltingen.
24 listopada 1617 roku ożenił się z księżniczką Anną Sabiną von Schleswig-Holstein-Sonderburg.
Po śmierci brata, Jana Fryderyka, regencję nad księstwem Wirtembergii oraz opiekę nad niepełnoletnim synem Jana – Eberhardem przejął Ludwik. W czasie jego regencji 28 lipca 1628 cesarz Ferdynand II wydał edykt restytucyjny, na mocy którego Wirtembergia jako księstwo protestanckie straciła jedną trzecią terytorium.
Ludwik umarł w styczniu 1631 roku, wtedy też Juliusz objął regencję do czasu uzyskania pełnoletniości przez Eberharda.
Juliusz i Anna mieli 9 dzieci:
- Roderyk (1618–1651)
- Julia (1619–1661), żona Jana ze Szlezwika-Holsztynu-Gottorp,
- Sylwiusz (1621–1664) – ożenił się z Elżbietą Marią Podiebrad
- Floriana (1623–1672)
- Faustyna (1624–1679)
- Manfred (1626–1662)
- Juliusz (1627–1645)
- Martialis (1629–1656)
- Amadea (1631–1633)